# 詩と思想
『詩と思想』（しとしそう）は、土曜美術社出版販売が発行している月刊の詩の雑誌。1972年の創刊。総合商業詩誌であると同時に、編集は詩人たちが行うことで終始一貫しており、全国の詩人・詩愛好者のための共同の詩的広場作りを意図する運動誌的性格をも兼ね備えている。国会図書館の雑誌記事索引採録誌に認定されている。

## 歴史

### 第1次
1972年10月創刊。発行同人・井手則雄、村岡空、澤村光博、西一知、寺門仁、笛木利忠、相沢史郎。これらの詩人が自己資金で土曜社を設立し、詩と批評の新たな総合詩誌を創刊。内容は「列島」「現代詩」（現代詩の会）の内実の継承と公平な詩壇ジャーナリズムの確立。1975年2月まで刊行。後期には出海溪也編集発行、日本電通社発行所ともなる。

### 第2次
1期
1979年1月創刊。発行人・笛木利忠、発行所・土曜美術社（新宿区新宿）。1979年7月号（第三号）から、編集スタッフとして加藤幾惠が参加。1979年3月3日から15日まで、エスパース土曜にて「詩と思想第1回詩画展」開催、以後継続。1981年3月号にて第1回詩と思想新人賞（後述）発表。第1回受賞者は松井啓子、松尾茂夫。現在も継続。

2期
1985年3月（30号）より発行元・土曜美術社（新宿区市谷薬王寺町）、詩人たちの手による編集委員会発行となる。39号までの編集委員は、途中の辞任者も含めて高良留美子、森田進、しま・ようこ、木津川昭夫、佐久間隆史、清水和子、宇野恵介。編集スタッフとして一色真理、中村不二夫、岡島弘子、雨宮慶子他。1988年3月（40号）より、雨宮、中村が編集委員に加わり、月刊態勢に戻る。以後、現在まで月刊態勢を堅持している。

### 第3次
1989年4月（52号）より小海永二が編集長に就任。編集委員会、編集顧問、購読会員からなる新制度によって現在まで刊行。1992年9月号（90号）より土曜美術社出版販売発行となる。加藤幾惠取締役社長に就任。小海が編集顧問に就任後、森田進、中村不二夫、葵生川玲が編集長を歴任。この間の編集委員は、麻生直子、小川英晴、佐久間隆史、一色真理、佐川亜紀。2002年より、麻生秀顕、中島悦子、沢田英輔が編集スタッフとして参加。加藤幾惠急逝後の社主は高木祐子。
この期間の編集方針は、とくに詩壇の公器として公平な視点からの地方性の掘り起こし、既成の詩壇ジャーナリズムにとらわれない詩史の書き直し、美術・音楽との接点、マイノリティへの視座などに注力。

### 第4次
2008年3月(269号)より一色真理が編集長に就任。編集委員は中村不二夫、小川英晴、佐川亜紀、長谷川忍、伊藤浩子。編集方針として「社会性」「地域性」「国際性」を三本柱とし、定期購読会員を中心とした世代や傾向に偏らない総合月刊詩誌として土曜美術社出版販売から刊行。
編集参与は、秋吉久紀夫、有馬敲、石原武、内山登美子、大井康暢他。

### 第5次
2018年3月(370号)より中村不二夫が編集長に就任。編集委員は中村不二夫、小川英晴、長谷川忍、青木由弥子、青山いさお、中村純。2021年より川中子義勝も参加。

## 主な特集
- 1972年10月号「戦後詩の思想的再検討」
- 1973年1月号「日本モダニズム批判座談会」伊藤信吉、中野嘉一、井手則雄、澤村光博
- 1979年1月号「特集・日本の現代詩33年」、「座談会・戦後詩の出発」秋谷豊、関根弘、吉野弘。「座談会・現代詩の動向」郷原宏、鈴木志郎康、山本博道、小海永二(司会)
- 1986年4月「特集・日本の詩百年を問い直す」、「可能性としての近代詩」森田進、「近代における女性詩のはじまり」山本楡美子、「日本の詩百年と民衆詩派」羽生康二、「朔太郎的感性の突出と破綻」清水和子
- 1987年1月号「ことばと現代詩」、「長編評論・吉本隆明の“対幻想”とその行方」高良留美子
- 1988年3月号「世界の現代詩を読む」、「座談会・今、神々の国の〈隣り〉では―小国現代詩新事情―」清水憲男、つかだみちこ、志田信男、小海永二(司会)
- 2003年7月号「グローバリゼーション」
- 2006年9月号「現代詩の現在」
- 2008年8月号「詩と思想研究会の20年」
- 2009年8月号「同人誌の現在」
- 2010年5月号「ネット詩の可能性」
- 2016年5月号「二次創作、そしてBL」（川口晴美企画編集）
- 2017年11月号「IT社会がもたらす変革とポエジー」

## 詩と思想新人賞
1980年創設の新人賞。応募締め切り日までに送られた詩作品のなかから1篇が選出される。休止をはさみながらも2020年現在まで続いている賞である。
賞として単行詩集を無料出版する権利が贈られる判型はA5判上製本96ページと指定されており、受賞後一冊目の単行詩集出版権は少部数の私家版を除き土曜美術社出版販売に帰属する。応募資格は締切日時点で刊行詩集が2冊(電子書籍および私家版は除く)以内の者。そのため既に出版社から詩集を出している詩人が選ばれることもある。

### 歴代受賞者
記載年は選考・結果発表年で、授賞式は翌年1月。（12月号掲載）
- 第1回　 1980年　松尾茂夫、松井啓子
- 第2回　 1981年　森田進、井奥行彦
- 第3回　 1982年　相場きぬ子
- 第4回　 1984年　松原立子、坂本京子
- 第5回　 1985年　坂井のぶこ
- 第6回　 1987年　中森美方
- 第7回　 1988年　谷崎眞澄、中本宝瑩
- 第8回　 1999年　清岳こう
- 第9回　 2000年　伊藤啓子
- 第10回　 2001年　江口節
- 第11回　 2002年　渡辺めぐみ
- 第12回　 2003年　三島久美子
- 第13回　 2004年　中堂けいこ
- 第14回　 2005年　中村純
- 第15回　 2006年　林木林
- 第16回　 2007年　橋爪さち子
- 第17回　 2008年　加藤思何理
- 第18回　 2009年　伊藤浩子
- 第19回　 2010年　岡田ユアン
- 第20回　 2011年　小野ちとせ
- 第21回　 2012年　永方ゆか
- 第22回　 2013年　為平澪
- 第23回　 2014年　花潜幸
- 第24回　 2015年　青木由弥子
- 第25回　 2016年　及川俊哉
- 第26回　 2017年　佐々木貴子
- 第27回　 2018年　草間小鳥子
- 第28回　 2019年　黒田ナオ[2]
- 第29回 　2020年　雪柳あうこ
- 第30回 　2021年　勝部信雄
- 第31回 　2022年　雨澤佑太郎
- 第32回 　2023年　一史
- 第33回 　2024年　加川清一[3]